# Dramma giocoso
Le dramma giocoso (drame « joyeux ») est un genre d'opéra burlesque né en Italie vers le milieu du XVIIIe siècle.
Le terme est utilisé pour la première fois par Giovanni Cosimo Villifranchi en préface à son œuvre comique L'Ipocondriaco, mais ce fut Carlo Goldoni qui commença à l'employer régulièrement à partir de 1748. Un dramma giocoso est composé d'une intrigue sentimentale ou pathétique qui se conclut par un finale joyeux et se place ainsi à mi-chemin entre l’opera seria et l’opera buffa. Il s'agit d'un genre issu de la tradition de l’opéra napolitain qui se développa grâce principalement au travail de Goldoni à Venise.
Des drammi giocosi furent écrits par Galuppi, Piccinni, Salieri, Mozart, Cimarosa, Haydn et beaucoup d'autres compositeurs. Aujourd'hui, peu d'œuvres de ce genre demeurent au répertoire. Par exemple, Don Giovanni et Così fan tutte de  Mozart et Da Ponte, L'italiana in Algeri et La Cenerentola de Rossini et L'elisir d'amore de Donizetti.

## Exemples de drammi giocosi
- La ritornata a Londra, musique de Domenico Fischietti, livret de Carlo Goldoni
- Il mercato di Malmantile, musique de Domenico Fischietti, livret de Carlo Goldoni
- Il signor dottore, musique de Domenico Fischietti, livret de Carlo Goldoni
- La fiera di Sinigaglia, musique de Domenico Fischietti, livret de Carlo Goldoni
- Gli uccellatori, musique de Florian Leopold Gassmann, livret de Carlo Goldoni
- Filosofia in amore, musique de Florian Leopold Gassmann, livret de Carlo Goldoni
- Le serve rivali, musique de Tommaso Traetta, livret de Pietro Chiari
- La finta semplice, musique de Wolfgang Amadeus Mozart, livret de Marco Coltellini
- La finta giardiniera, musique de Wolfgang Amadeus Mozart, livret attribué à Giuseppe Petrosellini
- Il curioso indiscreto, musique de Pasquale Anfossi, livret de Giovanni Bertati
- La grotta di Trofonio, musique de Antonio Salieri, livret de Giovanni Battista Casti
- Don Giovanni, musique de Wolfgang Amadeus Mozart, livret de Lorenzo Da Ponte
- Così fan tutte, musique de Wolfgang Amadeus Mozart, livret de Lorenzo Da Ponte
- Il matrimonio segreto, musique de Domenico Cimarosa, livret de Giovanni Bertati
- La buona figliuola maritata, musique de Giuseppe Scolari, livret de Carlo Goldoni
- L'italiana in Algeri, musique de Gioachino Rossini, livret de Angelo Anelli
- La Cenerentola, musique de Gioachino Rossini, livret de Jacopo Ferretti
- L'elisir d'amore, musique de Gaetano Donizetti, livret de Felice Romani
- Un giorno di regno, musique de Giuseppe Verdi, livret de Felice Romani